# Hannes Kolehmainen
Hannes Kolehmainen (Kuopio, Gran Ducat de Finlàndia 1889 - Hèlsinki, Finlàndia 1966) fou un atleta finlandès, posteriorment nacionalitzat nord-americà, especialista en proves de fons i guanyador de cinc medalles olímpiques.
Considerat com el pioner de la generació d'atletes finlandesos que van dominar les proves de mitja i llarga distància a la dècada del 1920, va formar part de l'anomenat grup "Lentävä suomalainen"/"Flying Finns" (Finlandesos Voladors) al costat de Paavo Nurmi, Ville Ritola, Albin Stenroos, Lauri Lehtinen, Volmari Iso-Hollo i Lasse Virén.

## Biografia
Va néixer el 9 de desembre de 1889 a la ciutat de Kuopio, població situada a la història regió de Savonia, que en aquells moments formava part del Gran Ducat de Finlàndia, un estat dependent de l'Imperi Rus, i que avui dia forma part de Finlàndia. Vegetarià devot i paleta d'ofici, els seus germans William i Tatu també foren destacats corredors de fons.
Establert als Estats Units, l'any 1921 aconseguí la nacionalitat nord-americana.
Va morir l'11 de gener de 1966 a la ciutat de Hèlsinki, capital de Finlàndia.

## Carrera esportiva
Va participar, als 22 anys, en els Jocs Olímpics d'Estiu de 1912 realitzats a Estocolm, on aconseguí guanyar quatre medalles olímpiques: la medalla d'or en els 5.000 metres, establint un nou rècord del món amb un temps de 14:36.6 segons i on derrotà el francès Jean Bouin; en els 10.000 metres, on realitzà un nou rècord olímpic amb un temps de 31:20.8 segons; i en la prova individual de cros individual; així com la medalla de plata en la prova de cros per equips al costat de Jalmari Eskola i Albin Stenroos. En aquests Jocs participà, així mateix, en la prova dels 3.000 metres per equips, on fou eliminat en la ronda final.
Després de la Primera Guerra Mundial participà en els Jocs Olímpics d'Estiu de 1920 realitzats a Anvers (Bèlgica), on va aconseguir guanyar la medalla d'or en la prova de marató, l'única prova que disputà. En els Jocs Olímpics d'Estiu de 1924 realitzats a París (França) tornà a participar únicament en aquesta prova, si bé no la pogué finalitzar.
En els Jocs Olímpics d'Estiu de 1952 realitzats a Hèlsinki (Finlàndia) fou l'encarregat d'encendre el peveter olímpic en la cerimònia inaugural dels Jocs, després de rebre la torxa olímpica de mans de Paavo Nurmi.